# Cerulina
Cerulina, és un terme de la química que actualment es considera obsolet. Deriva de la paraula "ceruli". Es referia a qualsevol compost o substància química que correspon al blau indi soluble que es troba a les plantes o les tintes emprades en els pantalons texans.